# Hahnia molossidis
Hahnia molossidis är en spindelart som beskrevs av Brignoli 1979. Hahnia molossidis ingår i släktet Hahnia och familjen panflöjtsspindlar.
Artens utbredningsområde är Grekland. Inga underarter finns listade i Catalogue of Life.